# Language Server Protocol
Das Language Server Protocol (kurz LSP) ist ein JSON-RPC basiertes Kommunikationsprotokoll, um Syntaxvalidierung von Programmiersprachen unabhängig von der eingesetzten integrierten Entwicklungsumgebung zu ermöglichen. Es wurde ursprünglich für das Python-Modul, welches IntelliSense innerhalb von Visual Studio Code ermöglicht, entwickelt und später standardisiert. Entwickler sind Microsoft, Codenvy und Red Hat. 
Es existieren Integrationen für Visual Studio Code, Eclipse Che und Atom sowie der Eclipse IDE und mittels Plugin für Sublime Text oder IntelliJ. In GNU Emacs sind seit Version 29.1 (August 2023) die Parsing-Library Tree-Sitter und das Paket Eglot standardmäßig integriert.
Auch wenn das Protokoll netzwerkfähig ist, läuft der Language Server typischerweise lokal auf demselben Rechner wie der Editor. Das Protokoll selbst ist quelloffen und unter der MIT-Lizenz veröffentlicht.